# Gawriił Pietrow
Gawriił Aleksandrowicz Pietrow (ros. Гавриил Александрович Петров, ur. 6 marca?/19 marca 1901 w Moskwie, zm. 16 grudnia 1961 tamże) – radziecki funkcjonariusz służb specjalnych, generał porucznik.

## Życiorys
Urodził się w rodzinie chłopskiej. Skończył 4 klasy szkoły, pracował na kolei i jako ślusarz w fabryce w Naro-Fominsku, od 15 sierpnia 1918 do 1 kwietnia 1922 służył w Armii Czerwonej m.in. na Ukrainie i Kubaniu. Od grudnia 1918 należał do RKP(b), od 1 kwietnia 1922 pracował w Wydziale Specjalnym GPU w Mińsku i Borysowie, od 23 sierpnia 1923 do 15 stycznia 1924 kierował jednym z oddziałów Wydziału Specjalnego GPU Białoruskiej SRR, później pracował w oddziałach pogranicznych GPU w Białoruskiej SRR, m.in. w Zasławiu i Połocku. Od czerwca 1929 do maja 1933 był naczelnikiem oddziału pogranicznego w Kojdanowie, później pracował w zarządzie wojsk pogranicznych OGPU w Kraju Zachodnio-Syberyjskim, od 16 lipca 1934 do 16 marca 1937 był szefem Wydziału Operacyjnego Zarządu Wojsk Pogranicznych Zarządu NKWD Kraju Zachodnio-Syberyjskiego, a od 16 marca 1937 do 4 lutego 1938 szefem Wydziału Wojsk Pogranicznych i Wewnętrznych NKWD Armeńskiej SRR. Następnie został przeniesiony do moskiewskiej centrali jako szef Wydziału Operacyjnego Głównego Zarządu Wojsk Pogranicznych i Wewnętrznych NKWD ZSRR, od 26 marca do 16 maja 1939 był zastępcą szefa sztabu Głównego Zarządu Wojsk Pogranicznych NKWD ZSRR, od 16 maja 1939 do 19 kwietnia 1940 szefem Wydziału 5 i pomocnikiem szefa, a od 19 kwietnia 1940 do 11 marca 1941 zastępcą szefa tego zarządu. Od 11 marca 1941 do 9 stycznia 1951 był szefem Zarządu 1 Głównego Zarządu Wojsk Pogranicznych NKWD/MWD/MGB ZSRR, jednocześnie od 31 lipca 1941 do 4 maja 1943 szefem sztabu batalionów niszczycielskich NKWD ZSRR i od 19 października 1941 szefem małojarosławieckiego sektora moskiewskiej strefy obrony i szefem sztabu ochrony moskiewskiej strefy obrony. 12 marca 1949 został pełnomocnikiem MWD ZSRR ds. deportacji „kułaków” wraz z rodzinami i rodzin „bandytów i nacjonalistów” z Estońskiej SRR. Od 9 stycznia do 11 maja 1951 był zastępcą szefa Głównego Zarządu Wojsk Pogranicznych MWD ZSRR, potem do 25 listopada 1953 szefem sztabu i I zastępcą szefa Głównego Zarządu Wojsk Pogranicznych MWD/MGB ZSRR, 13 lutego 1954 został zwolniony ze służby i przeniesiony na emeryturę. Był deputowanym do Rady Najwyższej ZSRR 1 kadencji.

## Awanse
- Pułkownik (28 grudnia 1935)
- Kombrig (17 marca 1938)
- Generał major (4 czerwca 1940)
- Generał porucznik (17 listopada 1944)

## Odznaczenia
- Order Lenina (dwukrotnie - 21 lutego 1945 i 14 lutego 1951)
- Order Czerwonego Sztandaru (pięciokrotnie - 14 lutego 1941, 14 kwietnia 1943, 3 listopada 1944, 16 września 1945 i 24 listopada 1950)
- Order Kutuzowa I klasy (24 lutego 1945)
- Order Kutuzowa II klasy (8 marca 1944)
- Order Wojny Ojczyźnianej I klasy (3 grudnia 1944)
- Order Czerwonej Gwiazdy (14 lutego 1936)
- Order Czerwonego Sztandaru Pracy Białoruskiej SRR
- Odznaka „Honorowy Funkcjonariusz Czeki/GPU (XV)” (17 września 1933)

I 8 medali.